# Patriotas Fútbol Club
O Patriotas Fútbol Club,conhecido popularmente como Patriotas de Tunja ou Patriotas Boyacá, é um clube de futebol da Colômbia, localizado na cidade de Tunja, no departamento de Boyacá que foi fundado em 18 de fevereiro de 2003.
Em 2011 conquistou a promoção à Primeira Divisão do Campeonato Colombiano, ao ser vice campeão da segunda divisão do campeonato nacional.

## Títulos

### Torneios nacionais
- Ganhador do Torneo Apertura da Categoría Primera B: 2011

## Escudo

Bandeira de Boyacá, inspirando as cores da equipe.

O escudo do Patriotas Fútbol Club foi alterado em 2010 pelas diretivas do clube. O escudo é de cinco pontos e representa as cores da bandeira de Boyacá, o vermelho representa principalmente a ousadia, força e coragem, o verde representa a esperança e fé e o branco a honestidade e a paz.
No centro está um soldado patriótico, a cavalo, em honra dos homens que trabalhavam e conseguiram a liberdade da Colômbia na denominada Campanha Libertadora. No fundo, o soldado está se referindo a um jogo de futebol. Na parte inferior se encontra a folha de carvalho, que está localizado no centro da bandeira do departamento e é um outro símbolo no escudo da escuadra roja.

## Estadio
O estádio está localizado no norte da Vila Olímpica da cidade de Tunja. Tem uma capacidade para 21.000 espectadores.